# Баку в Российской империи

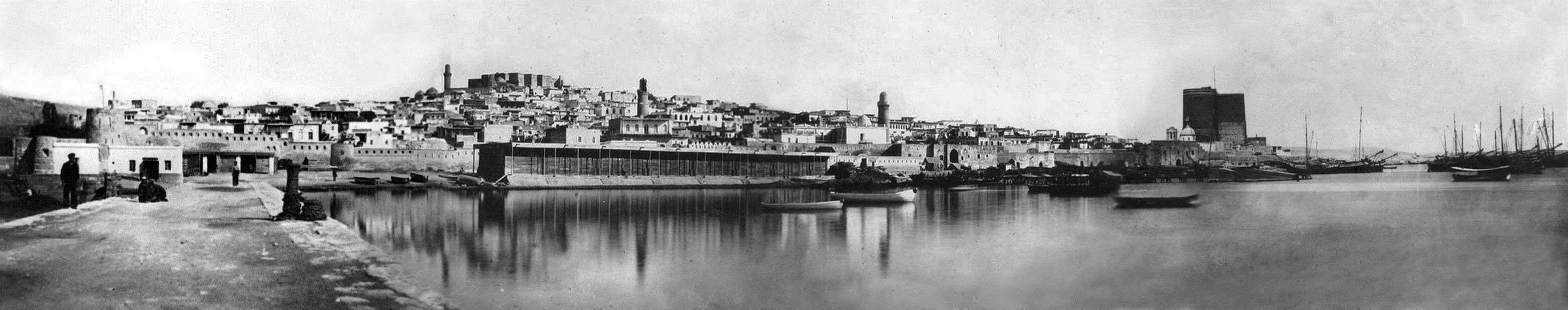
Бакинская бухта в 1861 году. Фотография А.Ф. Ульского.

Баку в Российской империи — период в истории Баку с 1723 по 1735 год, а также с 1806 по 1917 год. Ныне Баку является столицей Азербайджана и самым большим городом Кавказа.

## Попытка присоединения в 1722-23

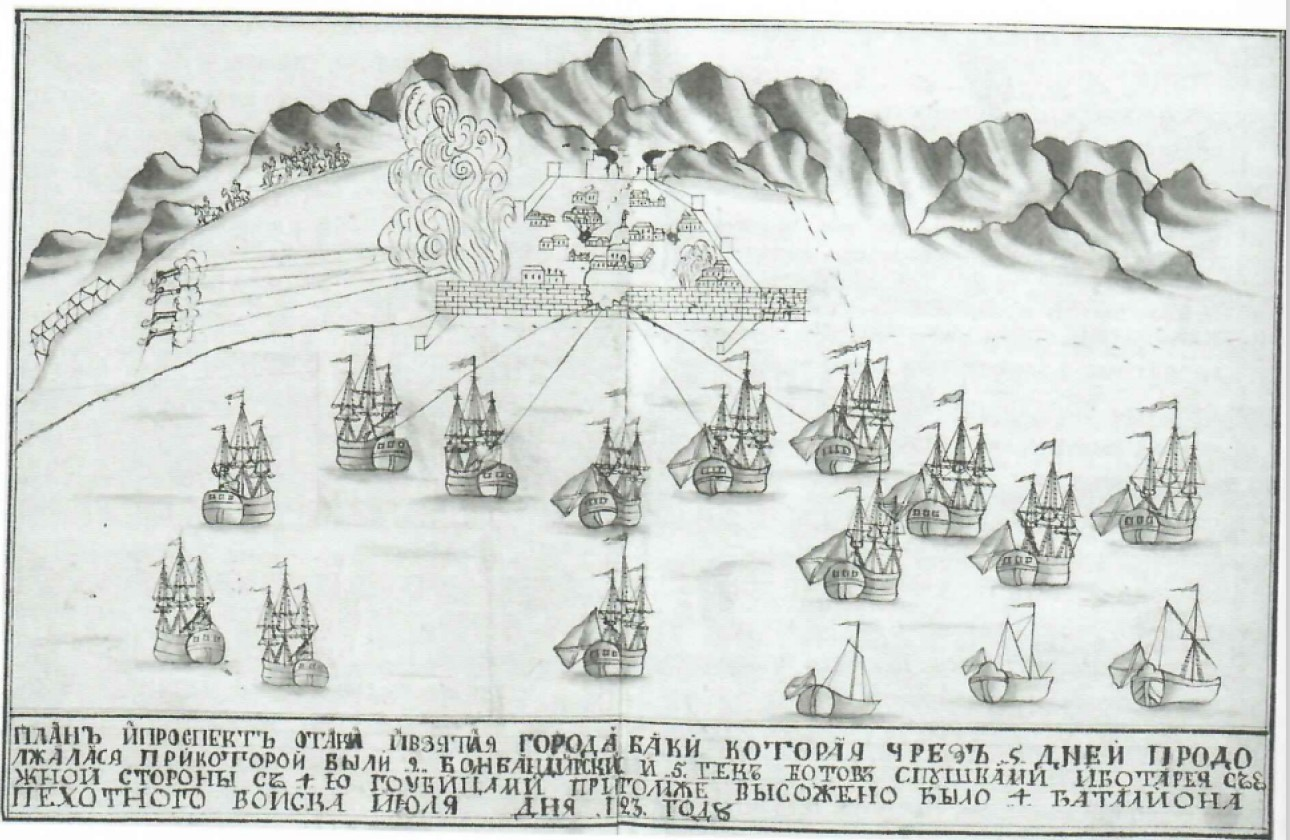
План-проспект атаки и взятия города Баку в 1723 году

В результате Персидского похода (1722—1723) русской армии на территории Персии (Закавказье и Дагестан) в 1723 году между Россией и Персией был заключен Петербургский мирный договор, согласно которому к России отошли города Дербент, Баку, Решт и провинции Ширван, Гилян, Мазендеран и Астрабад.
Пётр в походе планировал через Астрахань и берег Каспия захватить Дербент и Баку, дойти до реки Куры, основать там крепость, пройти до Тифлиса и оказать грузинам помощь в борьбе с Османской империей, а затем вернуться в Россию. Баку планировалось захватить ещё в 1722 году, но постоянный шторм на море не позволял осуществить нашествие.
Флот вышел в Каспийское море 20 июня 1723 года и достиг Бакинской бухты 17 июля. 6 июля сухопутные русские войска подошли к Баку. Прибытие русского флота объяснялась как мера для защиты Баку, но осаждённые отказали в добровольной сдаче города. 26 июля город капитулировал без боя. Взятие Баку позволило Российской империи приобрести один из крупных морских портов в Каспийском море. Войска заняли все улицы, посты на башнях, оружейный и пороховой склады. Султан города был отстранен, а город остался под руководством князя Барятинского.
С целью повышения международного статуса России, Пётр I принял от сенаторов титулы Императора Всероссийского и Отца отечества, Российское государство стало называться Российской империей.
В результате заключённого в 1735 году Гянджинского договора между Россией и Ираном, русские войска покинули город. 
 В соответствии с условиями договора Российская империя вернула Персии Баку и Дербент.
В 1796 году Баку был вновь захвачен русскими, но через год император Павел I отозвал войска.

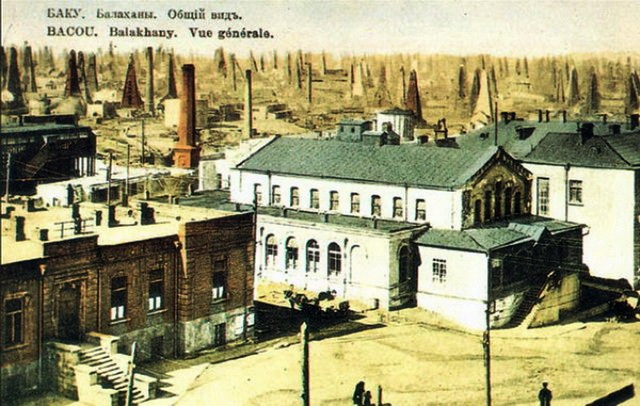
Балаханы, откуда нефть доставлялась на Бакинские нефтеперегонные заводы в бурдюках и бочках, перевозимых на арбах и вьючным способом. 1863 год

## Вхождение в состав Российской империи
В ходе русско-персидской войны 1804—1813 годов 14 (26) мая 1805 года правитель Баку Гусейн Кули признал русское подданство. Несмотря на это, в 1806 году русская армия под предводительством Павла Цицианова подошла к Баку, По приказу Гусейна Кули Цицианов был убит. 3 октября того же года российские войска захватили Баку. Гусейн Кули бежал в Персию. Ханство было упразднено и Баку стал центром вновь образованной Бакинской провинции. Гюлистанский мирный договор, заключённый 24 октября 1813 между Россией и Персией, юридически закрепил это положение. По договору Персия отказалась от притязаний на Бакинское и другие захваченные Российской империей ханства, а также на Восточную Грузию и Дагестан.
По окончании русско-персидской войны 1826—1828 годов, согласно Туркманчайскому договору территория современной Азербайджанской Республики окончательно перешла в состав Российской Империи.

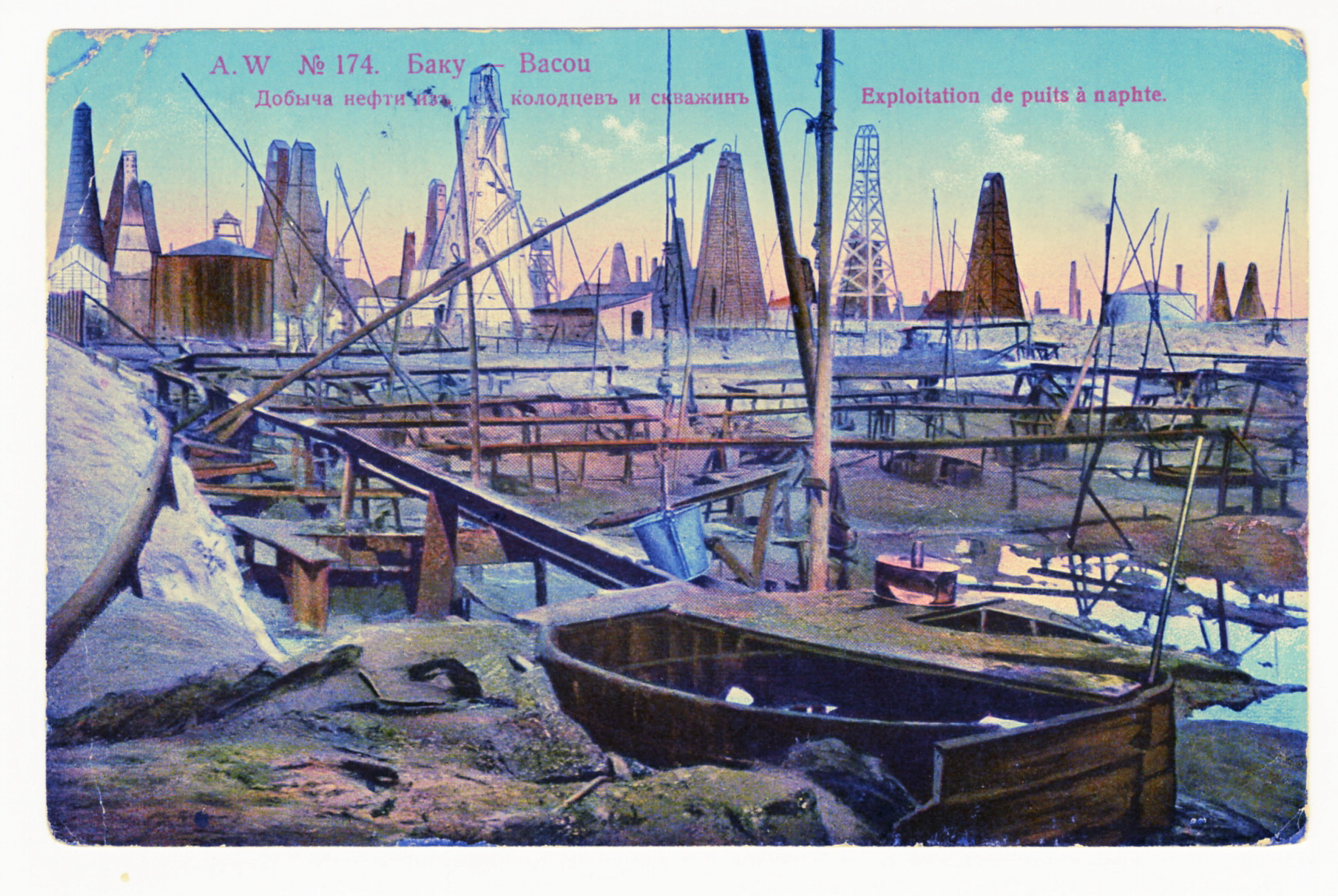
Российская империя, Баку. Добыча нефти из колодцев и скважин. Открытка почтовая, конец XIX в.

## Административное управление
В апреле 1806 года было введено комендантское управление.
Первым комендантом был назначен граф Гудович. В управление коменданта входили также полицмейстер, плац-адъютант, смотритель за казённым хозяйством. Комендант обладал административной властью.
Плац-адъютант управлял военными вопросами.
В феврале 1812 года создан Бакинский городской суд. Суд был не только судебным, но и административным учреждением. К ведению суда относилось составление сметы (бюджета) города, контроль за строительством.
В состав суда входили комендант, два заседателя от беков, и два — от городских старшин.
В 1823 году принято постановление о городовом положении.
10 апреля 1840 года было принято «Учреждение для управления Закавказским краем», согласно которому комендантское правление было упразднено. Также был ликвидирован Бакинский городской суд.
Управление городом перешло к начальнику гарнизона. Действовали городничий, квартальные надзиратели, полицейские, два городских депутата.
6 декабря 1859 года после землетрясения в Шемахе Шемахинская губерния была преобразована в Бакинскую. Баку был возведён в степень губернского города. Была образована Бакинская городская полиция, которая осуществляла управление городом. Общее руководство осуществлял полицмейстер.
В составе полиции были созданы присутствия по разным вопросам.
21 октября 1867 года было упразднено военное правление.
В 1875 году в Баку была создана отдельная, неподведомственная уездному управлению городская полиция.
В полномочия полиции входило составление бюджета, сбор налогов, санитарный надзор, иные полномочия по управлению городом.
В 1864 году был подготовлен проект Городового положения . В марте 1866 года он был представлен на рассмотрение Государственного Совета. 16 июля 1870 года положение было утверждено.
В 1878 году была создана Бакинская городская дума как орган городского самоуправления. Городские органы самоуправления находились в полной зависимости от местной полиции. Гласными думы в разное время были Мовсум бек Ханларов, Гасан бек Меликов, Фаррух бек Везиров, Мамед Гасан Гаджинский, Алимардан бек Топчибашев, Мешади Азизбеков, Лианозов Степан Георгиевич.

## Экономика
Действовал порт. Порт являлся точкой транзитной торговли. Товары Российской империи ввозились в Баку через порт, и оттуда развозились в иные страны. Через порт транспортировались товары из Астрахани в Персию, и из Персии в Астрахань.
Перевозились нефть, соль, шафран, марена, шерстяные изделия. 2/3 товаров экспортировалось в Персию.
Импортировались медицинские товары, хлопчатобумажная ткань, изделия из шёлка, бумаги, краски, пряные коренья, москатильные товары (бытовая химия), сахар, железо, хлеб, шёлк.
На 1835 год в Баку торговлей в городе занимались более 100 семей. Совокупный оборотный капитал составлял 66 000 червонцев.
Население владело мореходными судами (шкоуты, расшивы, лодки). Совокупная грузоподъёмность судов составляла 120 000 пудов.
В порту осуществлялась постройка судов.
Зимой и осенью на море дули сильные северные ветра, что создавало проблемы судоходству.
В 1859 году в Сураханах был построен завод для получения осветительного материала из жира.
В 1863 году Джавадом Меликовым в Баку был построен завод, где впервые стали использовать холодильники.
В 1883 году была проведена железная дорога от Тифлиса до Баку. С конца XIX века Баку превратился в крупный железнодорожный узел и каспийский порт.

### Развитие нефти
Первая в мире современная нефтяная скважина была пробурена в Баку в период с 1846 по 1848 год. Первая нефть была получена 14 июля 1848 года ударным способом с применением деревянных штанг.
В 1857 году В. А. Кокорев и П. И. Губонин заложили около Баку в Сураханах в местах выхода природного газа нефтеперегонный завод.
Началось развитие нефтедобычи в районе Баку. С 1872 года в Баку стали появляться первые крупные промышленные предприятия.
В 1874 году была создана первая в мире акционерная компания в нефтяной промышленности — «Бакинское нефтяное общество». В 1878 году в Чёрном городе был построен Первый российский нефтепровод.
Добыча нефти в районе Баку с 26 тыс. т. в 1872 году возросла до 11 млн. т. в 1901 году, составив около 50 % мировой добычи нефти.
К 1903 году добыча нефти сократилась. В период Первой мировой войны наступила вторая волна кризиса.

## Население
Баку считался одним из крупнейших городов Российской империи и входил в состав Бакинской губернии.
На 1806 год численность города составляла 2 235 чел.
На 1835 год в Баку проживало 3 900 чел. мужского пола. Из них 3 716 мусульман-шиитов и 184 армян. Насчитывалось 1 358 домов.
| Перепись 1897 года | Оценка 1914 года | Изменение |
| ------------------ | ---------------- | --------- |
| 112 тыс. чел.      | 232 тыс. чел.    | ▲7        |

## Распад Российской империи
Февральская революция привела к свержению монархии в Российской империи, Октябрьская — к установлению советской власти. В 1917 году после Февральской революции в Баку образовалось двоевластие: местный орган Временного правительства и Совет рабочих депутатов. 13 ноября 1917 года Бакинский совет рабочих депутатов провозгласил в Баку советскую власть.